# Liftboek
Een liftboek is een logboek waarin verrichtingen aan een liftsysteem aangetekend dienen te worden volgens de EU-richtlijnen. Het liftboek wordt meestal in de deur van de schakelkast opgeborgen. Een liftboek is vaak een soort schrijfschrift, A4-formaat, met een hardere (geplastificeerde) kaft. Op de pagina's zijn kolommen en soms ook regels voorgedrukt.
Bijvoorbeeld bij een reparatie of een eenheidskeuring zal er melding gemaakt worden in het liftboek, en bij calamiteiten zal het geraadpleegd worden.